# Bundesrealgymnasium Klagenfurt-Viktring
Das BRG Klagenfurt-Viktring ist das 2. Bundesrealgymnasium in Klagenfurt am Wörthersee und liegt im 13. Klagenfurter Bezirk Viktring.
Die Schule nimmt als „Realgymnasium unter besonderer Berücksichtigung der musischen Bildung“ eine eigens für sie geschaffene Sonderposition im österreichischen Bildungssystem ein. Schülerinnen und Schüler können zwischen einem Schwerpunkt in der musikalischen Erziehung, in der Bildnerischen Erziehung oder einem Realzweig mit naturwissenschaftlichem Schwerpunkt wählen.
Das Schulgebäude ist von einem großen Park umgeben, in dem sich Teiche und viele Baumgruppen befinden. Außerdem befindet sich auf dem Areal die Stiftskirche des ehemaligen Zisterzienserklosters Viktring sowie die ehemalige Prälatur, d. h. die Residenz des seinerzeitigen Abtes und der Pfarrkindergarten Viktring.

## Schwerpunkte der Schule

### Der musikalische Zweig

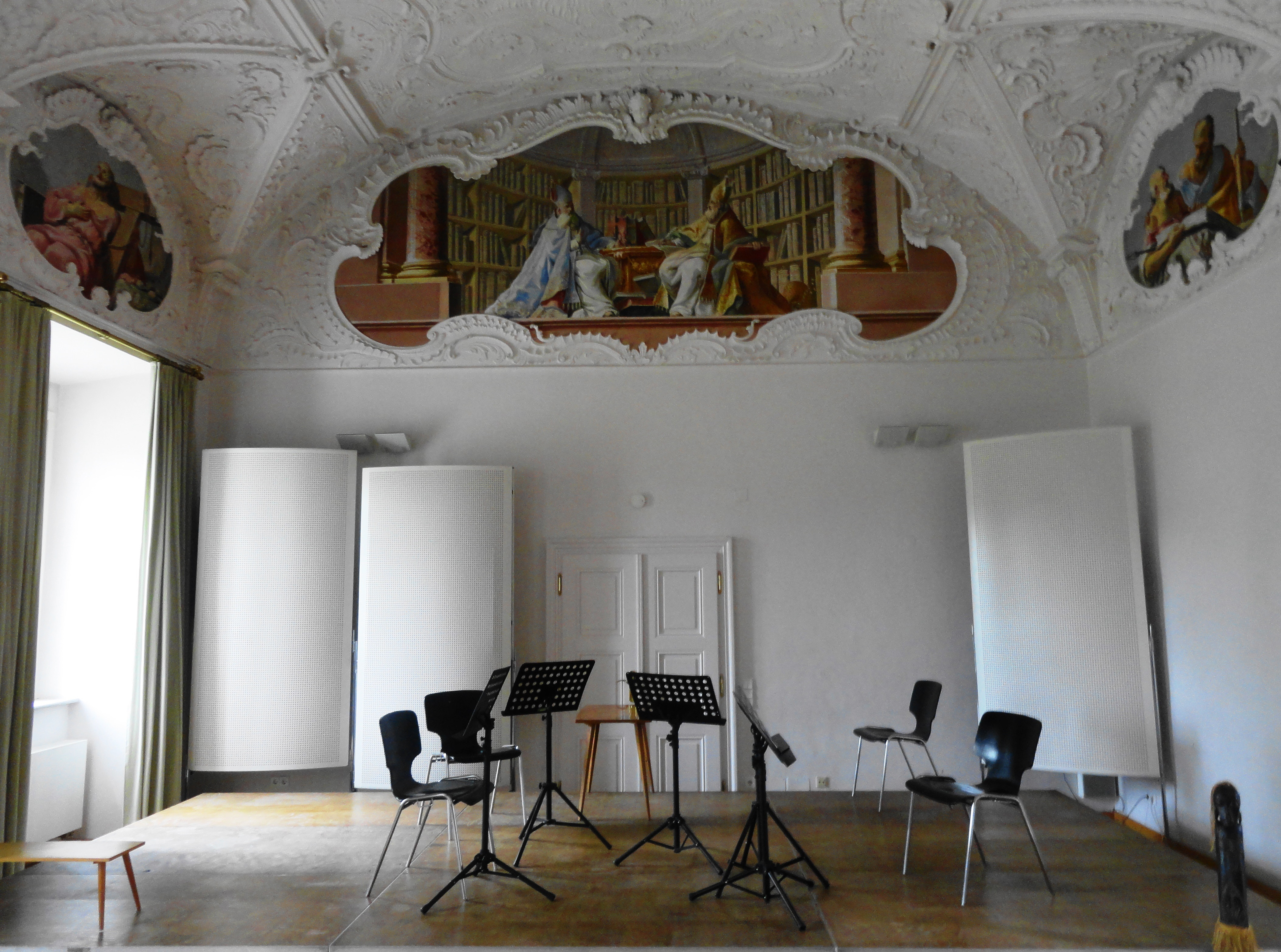
Bühne im schuleigenen Konzertsaal (sogenannter Freskensaal)

Durch den Musikunterricht, den Instrumentalunterricht und den Chorgesang wird eine musikalische Ausbildung gewährleistet. Der Musikunterricht sowie der Instrumentalunterricht sind Pflichtgegenstände, wobei der Instrumentalunterricht nicht direkt an der Schule besucht werden muss, sondern alternativ auch an der Gustav-Mahler-Privatuniversität oder an einer Landesmusikschule in Anspruch genommen werden kann.
An der Schule werden derzeit folgende Musikinstrumente unterrichtet: Klavier, Cello, Querflöte, Blockflöte, Gitarre, Saxophon, Klarinette und Violine.
Um in den musikalischen Zweig aufgenommen zu werden, muss eine Eignungsprüfung abgelegt werden. Rhythmische, melodische, musikalisch-kreative Aufgaben werden bei dieser Prüfung gestellt. Vorkenntnisse im Spielen eines Musikinstrumentes sind jedoch keine Voraussetzung.
Seit dem Jahr 2011 gibt es neben den regulären Musikklassen sogenannte „M-Klassen“, die in Kooperation mit der Gustav-Mahler-Privatuniversität die Schüler spezifisch auf ein Instrumentalstudium bzw. auf ein Konzertfachstudium oder ein musikpädagogisches Studium vorbereiten sollen. Die Schüler dieser Klassen können sich bestimmte musiktheoretische Teilfächer für ihr zukünftiges Universitätsstudium anrechnen lassen.

### Der bildnerischer Zweig

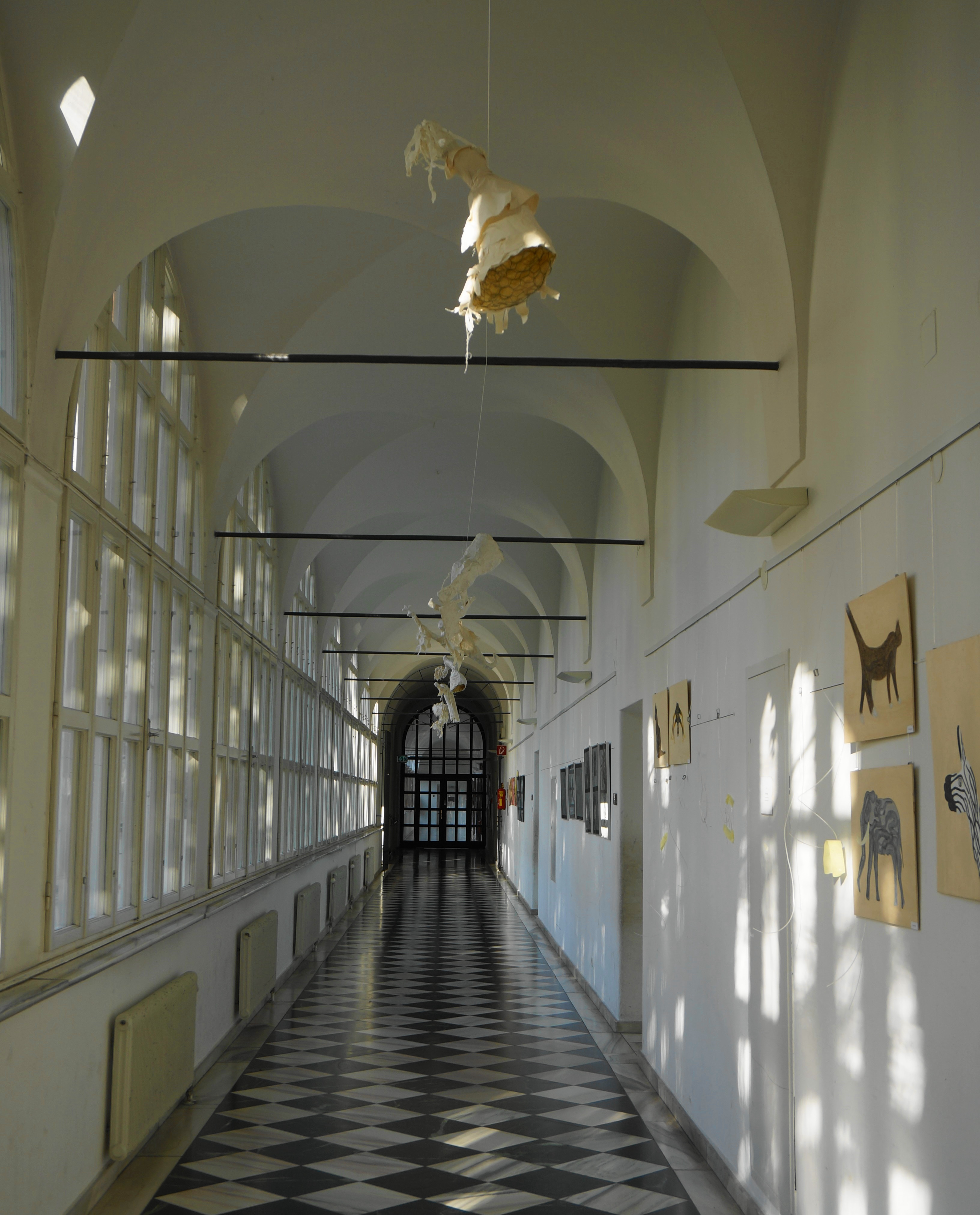
Exponate der bildnerischen Klassen schmücken die Gänge der Schule

Die genaue Bezeichnung dieses Schulzweigs lautet „Realgymnasium unter besonderer Berücksichtigung der bildnerischen Ausbildung“. Dieser Zweig bietet den Schülern eine professionelle bildnerische Ausbildung. Das Ausmaß des bildnerischen Unterrichtes beläuft sich, abhängig von der Schulstufe, auf 5 bis 7 Wochenstunden.
Auch für diesen Schulzweig ist das Bestehen einer Eignungsprüfung erforderlich. Eine praktische Prüfung soll die Fähigkeit des Aufnahmebewerbers hinsichtlich des Anwendens einfacher graphischer und malerischer Techniken feststellen.

### Der realistische Zweig
Der realistische Zweig ist inzwischen nicht mehr wie früher nur jenen Schülern vorbehalten, deren Wohnort im Klagenfurter 13. Bezirk Viktring liegt. Bei diesem Schwerpunkt liegt der Fokus auf den Naturwissenschaften und der Informatik. Der Unterricht in den Unterstufenklassen erfolgt nach dem Konzept der sogenannten integrierten Freiarbeit. Das bedeutet, dass die Schülerinnen und Schüler im Unterricht auch selbständig mithilfe von Arbeitsplänen lernen. Das dahinterstehende pädagogische Konzept ist Helen Parkhursts Daltonplan. Im realistischen Zweig werden die naturwissenschaftlichen Schulfächer durch vermehrte Schulstunden oder die Möglichkeit, sie in der 7. Klasse als Hauptgegenstand (Schularbeitenfach) zu wählen, gefördert.

### Schwerpunktübergreifende Wahlmöglichkeiten
Bereits in der 5. Klasse können sich die Schüler zwischen den Sprachen Italienisch, Französisch und Latein entscheiden. Seit dem Schuljahr 2001 wird das Schulfach Informatik unter Einbeziehung neuer Medien unterrichtet. Von der 3. bis zur 5. Klasse wird im Ausmaß von zwei Wochenstunden das Schulfach Informatik unterrichtet.
In der 5. Klasse können sich die Schüler für diverse Wahlpflichtfächer entscheiden, die in der 6., 7. und 8. Klasse unterrichtet werden. Es können alle Fächer bis auf das Schulfach Turnen gewählt werden.

## Die Entwicklung der Schule

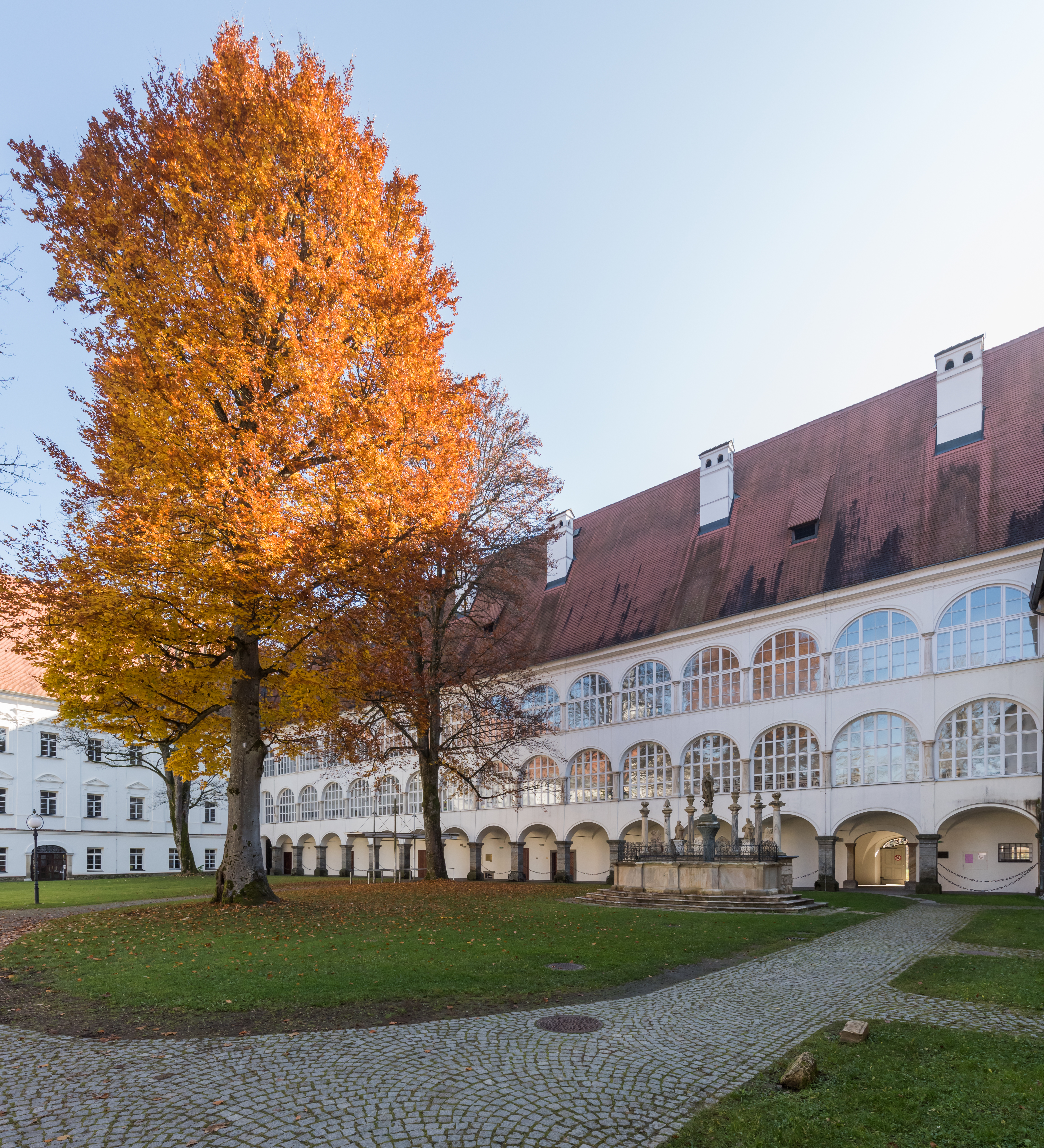
Einer der beiden Innenhöfe der Schule

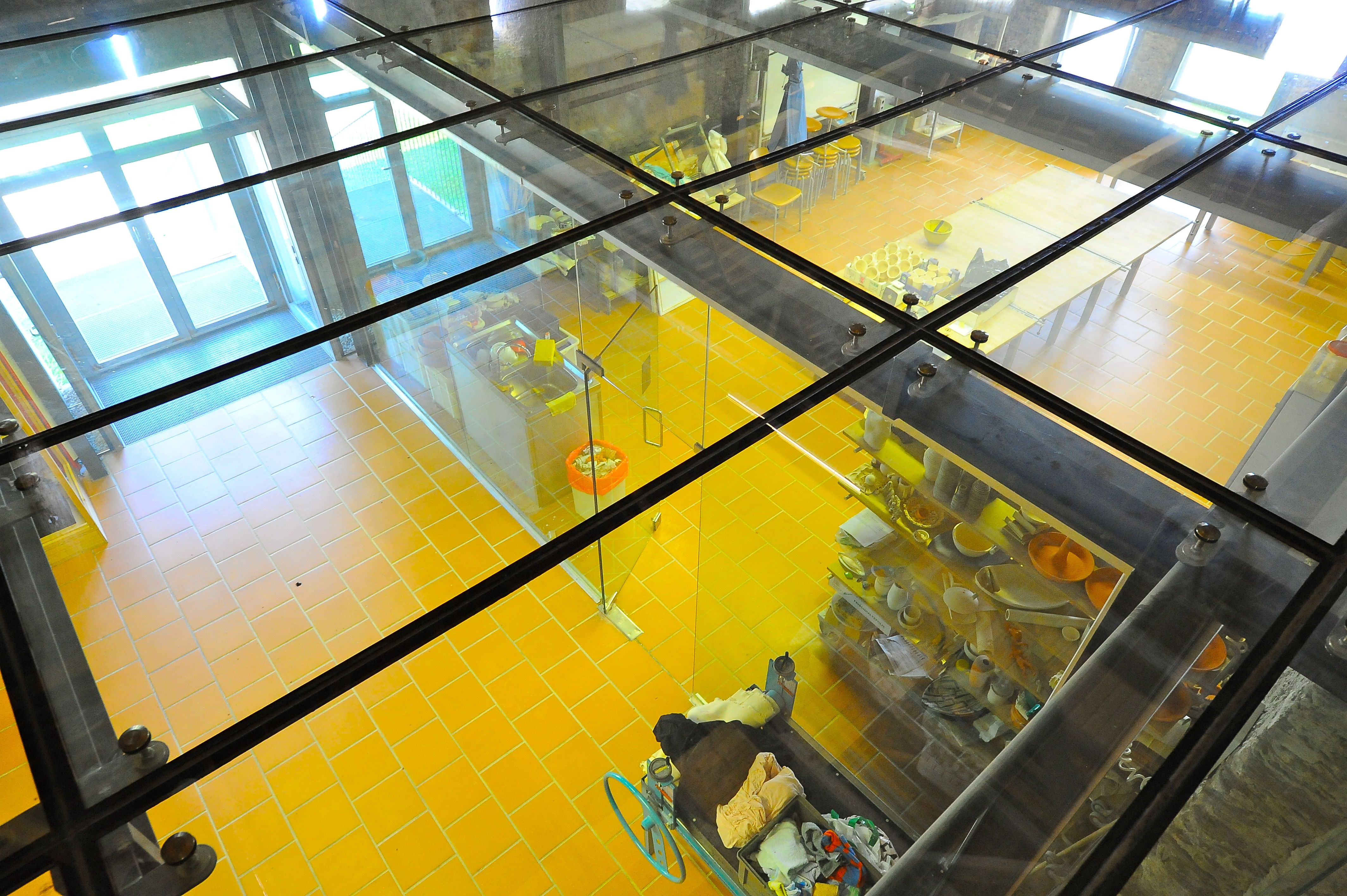
In ein Vorratsgebäude des Klosters eingebauter moderner Keramikraum

Nach der Auflösung des Zisterzienserklosters Viktring durch Joseph II. im Jahr 1786 errichteten die Gebrüder Christof und Johann Moro in den weitläufigen Gebäuden eine Tuchfabrik. Das Unternehmen war sehr erfolgreich, sodass die Inhaberfamilie in den Adelsstand erhoben wurde. Im 19. Jahrhundert betätigten die Moros sich als Mäzene und scharten dadurch eine Viktringer Künstlerkreis genannte, lose Gruppe von Kulturschaffenden um sich. Zu dieser Gruppe gehörten unter anderem die Maler Markus Pernhart und Josef Willroider, aber auch der Komponist Thomas Koschat, der als Sohn eines Arbeiters der Tuchfabrik in Viktring geboren wurde. Im Jahr 1967 ging das Unternehmen schließlich in Konkurs. Die Republik Österreich erwarb die Anlage im Jahr 1970, doch gelang es mehrere Jahre lang nicht, eine zufriedenstellende Nutzung für die denkmalgeschützten Bauten zu finden. In den Jahren 1972 und 1973 fand jeweils im Sommer das von Friedrich Gulda begründete Musikforum in dem Gebäude statt. Es wurde dann aber bis zur Neugründung im Jahr 1987 eingestellt.
Während dieser Jahre herrschte Raumnot in den Schulen Klagenfurts, sodass im Jahr 1976 bei einer Besprechung zwischen Vertretern des Landesschulrats, des Unterrichtsministeriums und der Bundesgebäudeverwaltung der Gedanke aufkam, sogenannte dislozierte (d. h. aus der Raumnot nicht mehr im eigentlichen Schulgebäude untergebrachte) Klassen im Stiftsgebäude zu sammeln. Unter diesen dislozierten Klassen waren auch solche eines Schulversuches, der seit dem Jahr 1970 als „Realgymnasium für Studierende der Musik“ unter der Leitung von Rudolf Scherzer am damaligen Bundesgymnasium 2, dem heutigen Europagymnasium Klagenfurt, stattgefunden hatte. Im Rahmen dieses Schulversuchs wurden musikbegabte Kinder in eigenen Klassen zusammengefasst. Das Erlernen eines Instruments am Kärntner Landeskonservatorium wurde verpflichtend und die Anzahl der Unterrichtsstunden in Musik wurden ausgeweitet. Die gemeinsame Beschäftigung mit Musik sollte für ein kameradschaftlicheres Verhältnis der Schülerinnen und Schüler zueinander und ein insgesamt besseres Arbeitsklima in den Klassen sorgen. Der Versuch wurde gut angenommen, sodass die Anmeldezahlen für die Musikklassen, die mangels anderer Räumlichkeiten in der ehemaligen Lehrerbildungsanstalt in Klagenfurt untergebracht waren, die dortigen Kapazitäten überstiegen. Im Jahr 1976 wurde der vormalige Schulversuch als „Realgymnasium unter besonderer Berücksichtigung der musischen Bildung“ eine offiziell anerkannte Sonderform im österreichischen Bildungssystem. Der damals zuständige Landesschulinspektor Alfred Scherbantin regte an, diese Klassen gemeinsam in Viktring unterzubringen. Mit Unterstützung durch den damaligen Landeshauptmann von Kärnten, Leopold Wagner war es möglich, binnen eines Jahres im Stiftsgebäude Räumlichkeiten für 10 Klassen zu adaptieren, sodass mit Herbst 1977 der Schulbetrieb beginnen konnte.
Entsprechend dem Begriff „musisch“ sollte neben der Musik auch die bildende Kunst einen Schwerpunkt der Schule bilden, sodass im Jahr 1977 auch Klassen mit einem Schwerpunkt in bildnerischer Erziehung eingerichtet wurden. Um dem lokalen Bedarf nach einer allgemeinbildenden höheren Schule abzudecken, wurden auch eigene Klassen mit dem Stundenplan eines regulären Realgymnasiums eingerichtet. So entstanden die drei bis heute existierenden Schwerpunkte der Schule. Da das Landeskonservatorium mit der schnell wachsenden Zahl von Schülern aus Viktring bald überlastet war, wurden in Viktring schulintern Lehrer für den Instrumentalunterricht bereitgestellt. Im Jahr 1980 wurde das BRG Viktring, das bis dahin als eine Expositur des heutigen Europagymnasiums geführt worden war, eine eigenständige Schule mit Rudolf Scherzer als Direktor. Trotz verpflichtender Aufnahmeprüfungen stiegen die Schülerzahlen schnell an: Im Schuljahr 1977/78 waren 10 Klassen mit 182 Schülerinnen und Schülern nach Viktring gezogen. Seit dem Schuljahr 1985/86 wurden stets zumindest 900 Schüler in 32 Klassen unterrichtet. Zahlreiche Ausstellungen von Schülerinnen und Schülern des bildnerischen Zweiges, die Konzerte von Schülern der Musikklassen und internationale Auftritte des Schulchores Juventus Musica trugen zum guten Ruf der Schule bei. Der internationale Austausch und das Viktringer pädagogische Konzept wurden im Jahr 1991 mit dem Europtimus-Preis des Europäischen Erzieherbundes ausgezeichnet.
Parallel zum Wachstum der Schule fanden kontinuierlich Renovierungs- und Adaptierungsarbeiten am Klostergebäude statt, die im Jahr 1999 mit einer nochmaligen, feierlichen Eröffnung der Schule zum Abschluss kamen. Seit dem Jahr 1987 findet auch das Musikforum Viktring wieder jährlich statt und etablierte sich im Lauf der Jahre zu «einem der hochwertigsten und interessantesten Festivals, das Österreich im Sommer zu bieten hat». Im Jahr 2017 feierte die Schule ihr 40-jähriges Bestehen in Viktring. Ebenfalls seit 2017 ist das BRG Viktring Teil des Programms ÖKOLOG, eines Netzwerkes für Schulen, die im Schulalltag ökologische Anliegen umsetzen und Umweltbildung fördern.

### Schulleitung
- 1980–1996: Rudolf Scherzer († 2020)[8]
- 1996–2013: Helmut Findenig († 2017)[9]
- 2013–2023: Gabriele Fenkart[10]
- Seit 2023: Brigitte Magnes[11]

## Die Schulbibliothek
Die Schulbibliothek wurde im Jahr 1990 gegründet und übersiedelte im Jahr 1992 in die heutigen zweigeschoßigen Räumlichkeiten. Die Bibliothek verfügt über ca. 8500 Medien (Bücher, Zeitschriften, CDs und DVDs). Seit dem Schuljahr 2016/17 ist die Bestandsdatenbank auch online zu finden. Die Bibliothek versteht sich nicht nur als ein Lehr- und Informationsbereich, sondern auch als ein Ort für Veranstaltungen, als Lese- und als Freizeitzentrum.

## Der Rosenball
Der alljährliche Maturaball des BRG Viktring ist der Klagenfurter Rosenball. Er findet seit dem Jahr 1977 immer am Rosenmontag statt. Bis zum Jahr 2006 fand der Rosenball im Konzerthaus Klagenfurt statt, seit dem Jahr 2007 wird er in der Messehalle 5 in Klagenfurt abgehalten. Die Veranstaltung wird häufig als größter oder schönster Schulball Kärntens bezeichnet. Die Schülerinnen und Schüler der Abschlussklassen organisieren das Event und tanzen auch selbst bei der Polonaise sowie Mitternachtseinlage.